# Traminda diatomata
Traminda diatomata là một loài bướm đêm trong họ Geometridae.